# Baduspànides
Els padusbànides o badusbànides (persa: پادوسبانیان) foren una dinastia de la zona de la mar Càspia de llarga durada (665 a 1598) que estenia el seu poder per Rustamdar, Ruyan, Nur i Kudjur.
El seu origen seria Gawbarah, vingut d'Armènia en temps de Yazdegerd III que el va nomenar governador. Va tenir dos fills: Dabuyah i Padusban que foren l'origen de les dinasties dabúyida i padusbànida. La nissaga va tenir uns 40 sobirans identificats per Hyacinth Louis Rabino di Borgomale.
Shahriyar Padusban, Sharwin I Bawand dels bawàndides i Wandad Hormuzd dels karínides foren els principals dirigents d'una revolta general contra els àrabs. Una segona revolta va esclatar més tard a Djalus (Čalus) i fou sufocada en sang. Es diu que en els dos casos les revoltes van tenir com a origen un excés de recaptació.
La dinastia fou un petit poder local. En temps d'Hazarasf al segle xi els padusbànides es van posar sota protecció de Toghrul Beg. Després la dinastia fou vassalla dels bawàndides. Shahrakim ibn Namawar va ajudar els mongols en la conquesta de la fortalesa de Girdkuh. El 1393 Tamerlà els va arrebassar els dominis i sembla que només van conservar la fortalesa de Nur.
El 1404, poc abans de la mort de Tamerla, l'amir Kayumarth ibn Bisutun (1404-1453) va recuperar Ruyan i Rustamdar i va restaurar la dinastia; va imposar la religió xiïta que havia adoptat durant el seu exili a Siraz. El 1453 el va succeir el seu fill Kawus, però el seu germà Iskandar li va disputar el poderm i es van repartir els dominis originant dues branques: els Banu Kawus i els Banu Iskandar que van existir fins al 1597/1598 quan els seus dominis foren annexionats pels safàvides.